# Szczur tajwański
Szczur tajwański (Rattus losea) – gatunek ssaka z podrodziny myszy (Murinae) w obrębie rodziny myszowatych (Muridae), występujący w Azji Południowo-Wschodniej i Wschodniej.

## Taksonomia
Gatunek po raz pierwszy zgodnie z zasadami nazewnictwa binominalnego opisał w 1872 roku brytyjski przyrodnik Robert Swinhoe nadając mu nazwę Mus losea. Holotyp pochodził z Tajwanu. 
R. losea należy do grupy gatunkowej rattus. R. losea morfologicznie i prawdopodobnie filogenetycznie jest najbliższy R. osgoodi. Przynależność gatunkowa populacji na półwyspowej Tajlandii i półwyspowej w Malezji jest niepewna, ale została uwzględniona w R. losea do czasu dodatkowego przeglądu taksonomicznego. W Chińskiej Republice Ludowej wyróżnione zostały trzy podgatunki: exiguus w części kontynentalnej, losea z Tajwanu i sakeratensis z Hajnanu, aczkolwiek inne źródła uznają R. sakeratensis (wraz z exiguus) za odrębny gatunek, ponieważ jest genetycznie taksonem siostrzanym Linii IV z R. tanezumi i z R. tiomanicus jako taksonem siostrzanym ich obu. Autorzy Illustrated Checklist of the Mammals of the World uznają ten takson za gatunek monotypowy.

### Etymologia
- Rattus: łac. rattus „szczur”[7].
- losea: etymologia niejasna, Swinhoe nie wyjaśnił pochodzenia nazwy gatunkowej[8][2].

## Zasięg występowania
Szczur tajwański występuje w północnej i środkowej Tajlandii oraz równiny Wientianu w północnym Laosie; granice rozmieszczenia nieznane.

## Morfologia
Długość ciała (bez ogona) 120–185 mm, długość ogona 110–175 mm, długość ucha 15–21 mm, długość tylnej stopy 24–32 mm; masa ciała 22–92 g. 

## Ekologia
Szczur tajwański żyje na terenach trawiastych, krzewiastych, w lasach namorzynowych i na terenach uprawnych od poziomu morza do około 1000 m n.p.m. Prowadzi naziemny tryb życia.

## Populacja
Międzynarodowa Unia Ochrony Przyrody uznaje szczura tajwańskiego za gatunek najmniejszej troski. Nie są znane zagrożenia dla gatunku, jest on szeroko rozpowszechniony i pospolity. Ocenia się, że jego liczebność rośnie; w Wietnamie stwierdzono, że wielkość populacji może zmieniać się wraz z wielkością plonów.